# Rafał Rosół
Rafał Rosół (ur. 1977) – polski filolog klasyczny, językoznawca, badacz języka i kultury starożytnej Grecji, etymolog, dialektolog, profesor Uniwersytetu im. Adama Mickiewicza.

## Życiorys
W latach 1997–2002 studiował filologię klasyczną na Uniwersytecie Mikołaja Kopernika w Toruniu (praca magisterska zatytułowana Dialekt cypryjski języka starogreckiego na podstawie inskrypcji sylabicznych. Fonetyka. Fleksja). Stopień doktora nauk humanistycznych w zakresie językoznawstwa został mu nadany 26 czerwca 2007 na Uniwersytecie Mikołaja Kopernika (tytuł rozprawy: Pochodzenie boga Apollona w świetle badań lingwistycznych). Habilitował się 25 czerwca 2014 na Wydziale Filologii Polskiej i Klasycznej Uniwersytetu im. Adama Mickiewicza w Poznaniu (tytuł rozprawy: Frühe semitische Lehnwörter im Griechischen). W latach 2002–2008 był pracownikiem Uniwersytetu Humanistyczno-Przyrodniczego Jana Kochanowskiego w Kielcach (Filia w Piotrkowie Trybunalskim). Od 2008 do 2012 pracował na Uniwersytecie Jagiellońskim (Instytut Filologii Klasycznej, Zakład Języka Greckiego i Łacińskiego), gdzie był m.in. asystentem. Od 2012 jest pracownikiem Uniwersytetu im. Adama Mickiewicza (Instytut Filologii Klasycznej, Zakład Hellenistyki). Adiunktem został tutaj 1 października 2012, a profesorem nadzwyczajnym 1 października 2017.

## Zainteresowania naukowe
Do jego głównych zainteresowań naukowych należą:
- językoznawstwo greckie i łacińskie, w tym głównie etymologia i dialektologia języka greckiego,
- historia i kultura starożytnej Grecji, przede wszystkim religia i zagadnienia wpływów orientalnych,
- literatura grecka,
- recepcja antyku,
- historia pisma,
- epigrafika grecka oraz łacińska,
- etymologia języka polskiego,
- mniejszości narodowe i religijne Europy,
- akwizycja języków obcych i wielojęzyczność[3].

## Publikacje

### Monografie
- Wschodnie korzenie kultu Apollona. Studium lingwistycznohistoryczne (2010),
- Frühe semitische Lehnwörter im Griechischen (2013),

### Książki
- Potrawa osłów greckich, czyli literatura nieco na opak (2016),
- Heksa na hulajpecie, czyli fraszki z naszego fyrtla (2017)[3], poświęcona gwarze poznańskiej[2],
- Chorągiewki z tałesu. Piłka nożna, antysemityzm i Zagłada (2022)[2].